# Sigmatostalix
 Sigmatostalix es un género  con 52 especies de orquídeas epífitas. Esta orquídea está estrechamente emparentada con el género Ornithophora cuya única especie estaba incluida en este, hasta que se separó en 1951. También está muy próxima a Oncidium. Se encuentran desde México hasta Brasil.  

## Descripción
El género Sigmatostalix es aliado del género Leochilus, pero se diferencia en que la antera no se produce en posición frontal dentro de un apéndice membranoso más largo que el lóbulo.

Este género tiene de característica una columna larga y arqueada, que le da una semejanza superficial con el género Cycnoches si bien no hay ninguna relación entre estos dos géneros.

Este género está caracterizado por ser unas plantas pequeñas epifítas con pseudobulbos comprimidos y apretados que poseen brácteas basales y una o más raramente dos hojas apicales.

La inflorescencia basal emerge de las brácteas basales, y es un racimo compuesto o panículo de unos pocos a de varios. Posee unas flores pequeñas con los sépalos libres  que ocasionalmente están doblados. El labelo en forma de garra o sésil, generalmente tiene un callo muy prominente o una serie de callos que pueden formar unas hondonadas que contienen un líquido espeso.

La columna alargada y arqueada posee unas bien desarrolladas alas o cavidades ventrales que transportan dos polinia con un viscidium y una estípula larga.

## Distribución y hábitat
Esta especie es epífita se encuentra desde México a  Brasil, desde el nivel del mar a los 3000 m de altura.

## Etimología
Su nombre "Sigmatostalix" en referencia a la forma en 'c' o 's'  larga y doblada de la columna. 

### Sinonimia
- Petalocentrum Schltr. (1918)[1]

## Especies deSigmatostalix
- Sigmatostalix abortiva  L.O.Williams (1940)
- Sigmatostalix adamsii  Dodson (1977)
- Sigmatostalix adelaidae  Königer (1995)
- Sigmatostalix amazonica  Schltr. (1925)
- Sigmatostalix arangoi  Königer (2001)
- Sigmatostalix ariasii  Königer (1999)
- Sigmatostalix aristulifera  Kraenzl. (1922)
- Sigmatostalix auriculata  Garay (1968)
- Sigmatostalix bicallosa  Garay (1951)
- Sigmatostalix brevicornis  Königer & J.Portilla (2000)
- Sigmatostalix brownii  Garay (1968)
- Sigmatostalix buchtienii  Kraenzl. (1928)
- Sigmatostalix caquetana  Schltr. (1924)
- Sigmatostalix cardioglossa  Pupulin (2003)
- Sigmatostalix crescentilabia  C.Schweinf. (1947)
- Sigmatostalix cuculligera  (Schltr.) Garay (1972)
- Sigmatostalix curvipetala  D.E.Benn. & Christenson (1995)
- Sigmatostalix dulcineae  Pupulin & G.Rojas (2006)
- Sigmatostalix eliae  Rolfe (1908)
- Sigmatostalix gentryi  Dodson (1998)
- Sigmatostalix graminea  (Poepp. & Endl.) Rchb.f. (1852) - Typus Species
- Sigmatostalix hermansiana  Königer (1999)
- Sigmatostalix hirtzii  Dodson (1998)
- Sigmatostalix huebneri  Mansf. (1934)
- Sigmatostalix hymenantha  Schltr. (1918)
- Sigmatostalix integrilabris  Pupulin (2003)
- Sigmatostalix ligiae  Königer & R.Escobar (1995)
- Sigmatostalix lutzii  Königer (1995)
- Sigmatostalix macrobulbon  Kraenzl. (1922)
- Sigmatostalix marinii  Königer (1995)
- Sigmatostalix mexicana  L.O.Williams (1942)
- Sigmatostalix minax  Kraenzl. (1922)
- Sigmatostalix miranda  Kraenzl. (1922)
- Sigmatostalix morganii  Dodson (1980)
- Sigmatostalix oxyceras  Königer & J.G.Weinm.bis (1996)
- Sigmatostalix pandurata  Schltr. (1920)
- Sigmatostalix papilio  Königer & R.Escobar (1996)
- Sigmatostalix perpusilla  Kraenzl. (1922)
- Sigmatostalix pichinchensis  Dodson (1998)
- Sigmatostalix picta  Rchb.f. (1864)
- Sigmatostalix picturatissima  Kraenzl. (1922)
- Sigmatostalix portillae  Königer (1995)
- Sigmatostalix posadarum  Königer (2001)
- Sigmatostalix pseudounguiculata  Pupulin & Dressler (2000)
- Sigmatostalix putumayensis  P.Ortiz (1991)
- Sigmatostalix renatoi  Königer (2003)
- Sigmatostalix savegrensis  Pupulin (2003)
- Sigmatostalix sergii  P.Ortiz (1991)
- Sigmatostalix tenuirostris  Kraenzl. (1922)
- Sigmatostalix trimorion  Königer (1996)
- Sigmatostalix unguiculata  C.Schweinf. (1940)
- Sigmatostalix weinmanniana  Königer (1994)